# Sentio
Sentio Research är ett skandinaviskt marknads- och opinionsundersökningsinstitut. Företaget gör sedan 2005 månatliga partisympatiundersökningar i Sverige. Sentio har sin bakgrund i Institutet för sociologi och statsvetenskap vid teknisk-naturvetenskapliga universitetet i Trondheim i Norge. 
Sentio Research opinionsundersökningar inför riksdagsvalet i Sverige 2022 avviker från övriga opinionsinstitut, då de i genomsnitt har gett Sverigedemokraterna 3,0 procentenheter högre resultat än vad Sifo, Novus, Ipsos och Inizio genomsnittligen gav under år 2020. Sentios resultat presenteras varje månad i tidningen Nyheter idag.